# Eliminacje Mistrzostw Europy w Piłce Nożnej 2020/Grupa H
W Grupie H eliminacji do Euro 2020 brały udział następujące zespoły:
- Francja
- Islandia
- Turcja
- Albania
- Mołdawia
- Andora

## Tabela
| Zespół   | Pkt | M  | W | R | P | Br+ | Br− | +/− |
| -------- | --- | -- | - | - | - | --- | --- | --- |
| Francja  | 25  | 10 | 8 | 1 | 1 | 25  | 6   | +19 |
| Turcja   | 23  | 10 | 7 | 2 | 1 | 18  | 3   | +15 |
| Islandia | 19  | 10 | 6 | 1 | 3 | 14  | 11  | +3  |
| Albania  | 13  | 10 | 4 | 1 | 5 | 16  | 14  | +2  |
| Andora   | 4   | 10 | 1 | 1 | 8 | 3   | 20  | -17 |
| Mołdawia | 3   | 10 | 1 | 0 | 9 | 4   | 26  | -22 |

|          | Francja | Islandia | Turcja | Albania | Mołdawia | Andora |
| -------- | ------- | -------- | ------ | ------- | -------- | ------ |
| Francja  | X       | 4:0      | 1:1    | 4:1     | 2:1      | 3:0    |
| Islandia | 0:1     | X        | 2:1    | 1:0     | 3:0      | 2:0    |
| Turcja   | 2:0     | 0:0      | X      | 1:0     | 4:0      | 1:0    |
| Albania  | 0:2     | 4:2      | 0:2    | X       | 2:0      | 2:2    |
| Mołdawia | 1:4     | 1:2      | 0:4    | 0:4     | X        | 1:0    |
| Andora   | 0:4     | 0:2      | 0:2    | 0:3     | 1:0      | X      |

## Wyniki
| 22 marca 2019 20:45 CET | Mołdawia · Ambros 89' | 1:4(0:3)Raport | Francja · 24' Griezmann · 27' Varane · 36' Giroud · 87' Mbappé | Stadion Zimbru, Kiszyniów Widzów: 10 042 Sędzia: Ałeksandar Stawrew |
|                         |                       |                |                                                                |                                                                     |

| 22 marca 2019 20:45 CET | Andora | 0:2(0:1)Raport | Islandia · 22' Bjarnason · 80' Kjartansson | Estadi Nacional, Andora Widzów: 1 854 Sędzia: Sandro Schärer |
|                         |        |                |                                            |                                                              |

| 22 marca 2019 20:45 CET | Albania | 0:2(0:1)Raport | Turcja · 21' Yılmaz · 55' Çalhanoğlu | Stadion Loro-Boriçi, Szkodra Widzów: 11 730 Sędzia: Tobias Stieler |
|                         |         |                |                                      |                                                                    |

| 25 marca 2019 18:00 CET | Turcja · Kaldırım 24' · Tosun 26', 53' · Ayhan 70' | 4:0(2:0)Raport | Mołdawia | Yeni Eskişehir Stadyumu, Eskişehir Widzów: 29 456 Sędzia: Serhij Bojko |
|                         |                                                    |                |          |                                                                        |

| 25 marca 2019 20:45 CET | Francja · Umtiti 12' · Giroud 68' · Mbappé 78' · Griezmann 84' | 4:0(1:0)Raport | Islandia | Stade de France, Saint-Denis Widzów: 64 538 Sędzia: István Kovács |
|                         |                                                                |                |          |                                                                   |

| 25 marca 2019 20:45 CET | Andora | 0:3(0:1)Raport | Albania · 21' Sadiku · 87' Balaj · 90+6' Abrashi | Estadi Nacional, Andora Widzów: 1 373 Sędzia: Filip Glova |
|                         |        |                |                                                  |                                                           |

| 8 czerwca 2019 15:00 CET | Islandia · J.Guðmundsson 22' | 1:0(1:0)Raport | Albania | Laugardalsvöllur, Reykjavík Widzów: 8 968 Sędzia: Bobby Madden |
|                          |                              |                |         |                                                                |

| 8 czerwca 2019 18:00 CET | Mołdawia · Armaș 8' | 1:0(1:0)Raport | Andora | Stadion Zimbru, Kiszyniów Widzów: 6 712 Sędzia: Bojan Pandżić |
|                          |                     |                |        |                                                               |

| 8 czerwca 2019 20:45 CET | Turcja · Ayhan 30' · Ünder 40' | 2:0(2:0)Raport | Francja | Konya Büyükşehir Stadyumu, Konya Widzów: 36 783 Sędzia: Damir Skomina |
|                          |                                |                |         |                                                                       |

| 11 czerwca 2019 20:45 CET | Andora | 0:4(0:3)Raport | Francja · 11' Mbappé · 30' Ben Yedder · 45+1' Thauvin · 60' Zouma | Estadi Nacional, Andora Widzów: 3 187 Sędzia: Fran Jović |
|                           |        |                |                                                                   |                                                          |

| 11 czerwca 2019 20:45 CET | Islandia · R. Sigurðsson 21', 32' | 2:1(2:1)Raport | Turcja · 40' Tokoz | Laugardalsvöllur, Reykjavík Widzów: 9 680 Sędzia: Szymon Marciniak |
|                           |                                   |                |                    |                                                                    |

| 11 czerwca 2019 20:45 CET | Albania · Cikalleshi 66' · Ramadani 90+3' | 2:0(0:0)Raport | Mołdawia | Stadiumi Ruzhdi Bizhuta, Elbasan Widzów: 5 004 Sędzia: Ville Nevalainen |
|                           |                                           |                |          |                                                                         |

| 7 września 2019 18:00 CET | Islandia · Sigþórsson 31' · Bjarnason 55' · Böðvarsson 77' | 3:0(1:0)Raport | Mołdawia | Laugardalsvöllur, Reykjavík Widzów: 8 338 Sędzia: João Pinheiro |
|                           |                                                            |                |          |                                                                 |

| 7 września 2019 20:45 CET | Francja · Coman 8', 68' · Giroud 27' · Ikoné 85' | 4:1(2:0)Raport | Albania · 90' (k.) Cikalleshi | Stade de France, Saint-Denis Widzów: 78 000 Sędzia: Jesús Gil Manzano |
|                           |                                                  |                |                               |                                                                       |

| 7 września 2019 20:45 CET | Turcja · Tufan 89' | 1:0(0:0)Raport | Andora | Vodafone Arena, Stambuł Widzów: 41 188 Sędzia: Donald Robertson |
|                           |                    |                |        |                                                                 |

| 10 września 2019 20:45 CET | Francja · Coman 18' · Lenglet 52' · Ben Yedder 90+1' | 3:0(1:0)Raport | Andora | Stade de France, Saint-Denis Widzów: 55 383 Sędzia: Mykola Balakin |
|                            |                                                      |                |        |                                                                    |

| 10 września 2019 20:45 CET | Albania · Dermaku 32' · Hysaj 52' · Roshi 79' · Cikalleshi 83' | 4:2(1:0)Raport | Islandia · 47' G. Sigurðsson · 58' Sigþórsson | Stadiumi Ruzhdi Bizhuta, Elbasan Widzów: 8 652 Sędzia: Ivan Kružliak |
|                            |                                                                |                |                                               |                                                                      |

| 10 września 2019 20:45 CET | Mołdawia | 0:4(0:1)Raport | Turcja · 37', 79' Tosun · 57' Türüç · 88' Yazıcı | Stadion Zimbru, Kiszyniów Widzów: 8 281 Sędzia: Davide Massa |
|                            |          |                |                                                  |                                                              |

| 11 października 2019 20:45 CET | Islandia | 0:1(0:0)Raport | Francja · 66' (k.) Giroud | Laugardalsvöllur, Reykjavík Widzów: 9 719 Sędzia: Gianluca Rocchi |
|                                |          |                |                           |                                                                   |

| 11 października 2019 20:45 CET | Turcja · Tosun 90' | 1:0(0:0)Raport | Albania | Fenerbahçe Şükrü Saracoğlu, Stambuł Widzów: 41 438 Sędzia: Ovidiu Haţegan |
|                                |                    |                |         |                                                                           |

| 11 października 2019 20:45 CET | Andora · Vales 63' | 1:0(0:0)Raport | Mołdawia | Estadi Nacional, Andora Widzów: 947 Sędzia: Jonathan Lardot |
|                                |                    |                |          |                                                             |

| 14 października 2019 20:45 CET | Francja · Giroud 76' | 1:1(0:0)Raport | Turcja · 82' Ayhan | Stade de France, Saint-Denis Widzów: 72 154 Sędzia: Felix Brych |
|                                |                      |                |                    |                                                                 |

| 14 października 2019 20:45 CET | Islandia · A. Sigurðsson 38' · Sigþórsson 65' | 2:0(1:0)Raport | Andora | Laugardalsvöllur, Reykjavík Widzów: 7 169 Sędzia: Tamás Bognar |
|                                |                                               |                |        |                                                                |

| 14 października 2019 20:45 CET | Mołdawia | 0:4(0:3)Raport | Albania · 22' Cikalleshi · 34' Bare · 40' Trashi · 90' Manaj | Stadion Zimbru, Kiszyniów Widzów: 4 367 Sędzia: Chris Kavanagh |
|                                |          |                |                                                              |                                                                |

| 14 listopada 2019 18:00 CET | Turcja | 0:0(0:0)Raport | Islandia | Türk Telekom Arena, Stambuł Widzów: 48 329 Sędzia: Anthony Taylor |
|                             |        |                |          |                                                                   |

| 14 listopada 2019 20:45 CET | Francja · Varane 35' · Giroud 79' (k.) | 2:1(1:1)Raport | Mołdawia · 9' Rață | Stade de France, Saint-Denis Widzów: 70 000 Sędzia: Gediminas Mažeika |
|                             |                                        |                |                    |                                                                       |

| 14 listopada 2019 20:45 CET | Albania · Balaj 6' · Manaj 55' | 2:2(1:1)Raport | Andora · 18', 48' Martínez | Stadiumi Ruzhdi Bizhuta, Elbasan Widzów: 4 260 Sędzia: Kristo Tohver |
|                             |                                |                |                            |                                                                      |

| 17 listopada 2019 20:45 CET | Albania | 0:2(0:2)Raport | Francja · 9' Tolisso · 30' Griezmann | Arena Kombëtare, Tirana Widzów: 19 228 Sędzia: Slavko Vinčić |
|                             |         |                |                                      |                                                              |

| 17 listopada 2019 20:45 CET | Mołdawia · Milinceanu 56' | 1:2(0:1)Raport | Islandia · 17' Bjarnason · 65' G. Sigurðsson | Stadion Zimbru, Kiszyniów Widzów: 6 742 Sędzia: Pavel Královec |
|                             |                           |                |                                              |                                                                |

| 17 listopada 2019 20:45 CET | Andora | 0:2(0:2)Raport | Turcja · 17', 21' (k.) Ünal | Estadi Nacional, Andora Widzów: 2 357 Sędzia: Ivan Kružliak |
|                             |        |                |                             |                                                             |